# Peter Obi
Peter Gregory Obi (Onitsha, 19 de julho de 1961), mais conhecido como Peter Obi, é um banqueiro, empresário e político nigeriano que serviu como governador do estado de Anambra durante dois períodos: em 2006 e posteriormente por dois mandatos consecutivos após ser eleito em 2007 e reeleito em 2010.

## Carreira política

### Candidato à vice-presidência
Em 2019, foi escolhido para compor a chapa presidencial encabeçada por Atiku Abubakar, candidato do Partido Democrático do Povo (PDP), que acabou derrotada na eleição presidencial desse ano ao obter 41,22% dos votos válidos contra os 55,60% obtidos por Muhammadu Buhari, presidente em exercício e candidato do Congresso de Todos os Progressistas (APC), que logrou reeleger-se para um segundo mandato consecutivo.

### Candidato à presidência
Após sua pré-candidatura à presidência da Nigéria ter sido preterida nas primárias internas do PDP, Obi desfiliou-se do partido e filiou-se ao Partido Trabalhista (LP), pelo qual concorreu oficialmente ao cargo na eleição presidencial de 2023, mas acabou perdendo num conturbado pleito.